# Championnats de France d'athlétisme 1946
Navigation
Championnats 1945 Championnats 1947
Les Championnats de France d'athlétisme 1946 ont eu lieu les 20 et 21 juillet 1946 au Stade olympique Yves-du-Manoir de Colombes. Les épreuves féminines se sont déroulées quelques jours auparavant, le 14 juillet 1946, au Stade Municipal de Bordeaux.

## Palmarès
| Discipline        | Hommes              | Hommes            | Femmes               | Femmes       |
| ----------------- | ------------------- | ----------------- | -------------------- | ------------ |
| 60 m              | -                   | -                 | Jeanine Salagoïty    | 8 s 0        |
| 100 m             | Julien Le Bas       | 11 s 0            | Claire Brésolles     | 12 s 7       |
| 200 m             | Etienne Bally       | 21 s 9            | Léa Caurla           | 25 s 8       |
| 400 m             | Jacques Lunis       | 48 s 3            | -                    | -            |
| 800 m             | Robert Chef d'Hôtel | 1 min 53 s 4      | Raymonde Sénillon    | 2 min 22 s 4 |
| 1 500 m           | Marcel Hansenne     | 3 min 54 s 3      | -                    | -            |
| 5 000 m           | Raphaël Pujazon     | 14 min 37 s 7     | -                    | -            |
| 10 000 m          | Georges Gaillot     | 31 min 42 s 0     | -                    | -            |
| Marathon          | Pierre Cousin       | 2 h 41 min 17 s 0 | -                    | -            |
| 80 m haies        | -                   | -                 | Yvonne Fleury        | 12 s 7       |
| 110 m haies       | Gilbert Omnès       | 15 s 2            | -                    | -            |
| 400 m haies       | Yves Cros           |                   | -                    | -            |
| 3 000 m steeple   | Jean Gallet         | 9 min 16 s 3      | -                    | -            |
| 10 000 m marche   | Émile Maggi         | 46 min 45 s 6     | -                    | -            |
| 50 km marche      | Albert Oger         | 4 h 57 min 00     | -                    | -            |
| Saut en longueur  | André Brémon        | 7,19 m            | Yvonne Curtet        | 5,27 m       |
| Triple saut       | Robert Joanblanq    | 14,06 m           | -                    | -            |
| Saut en hauteur   | Georges Audouy      | 1,91 m            | Anne-Marie Colchen   | 1,56 m       |
| Saut à la perche  | Georges Breitman    | 3,70 m            | -                    | -            |
| Lancer du poids   | Paul-Henry Bourron  | 14,15 m           | Micheline Ostermeyer | 12,13 m      |
| Lancer du disque  | René Bazennerie     | 42,88 m           | Jacqueline Mazéas    | 38,14 m      |
| Lancer du marteau | Roger Braconnot     | 46,75 m           | -                    | -            |
| Lancer du javelot | Raymond Tissot      | 60,55 m           | Simone Tarlet        | 31,52 m      |